# Мировне операције Уједињених нација
Мировне операције Уједињених нација помажу земљама погођеним сукобом да створе услове за трајни мир и показале су се као један од најефикаснијих инструмената да се погођене земље наведу на прави пут од сукоба ка миру. Ове операције поседују изузетне предности попут легитимитета, дељења терета као и усмеравања полиције и трупа из целог света и њихову интеграцију са цивилним мировним снагама.
Уједињене нације спроводе највећи број мировних операција и ако се оне спроводе у оквиру НАТО, ЕУ и многих других регионалних организација.
Мировне операције нису дефинисане Повељом УН, већ су се развијале у складу са променама у безбедносном окружењу и циљевима УН да испуне сврху свог постојања.
Традиционалне мировне операције су се спроводиле у ситуацијама међудржавних сукоба и војних претњи безбедности. До трансформације мировних операција дошло је због измењеног безбедносног окружења крајем 20. века и појаве сукоба у којима је изражено организовано насиље углавном уперено ка цивилном становништву. Такође појавили су се бројни актери који истовремено могу допринети успостављању мира попут хуманитарних организација и приватних војних компанија.
Тренутно је актуелно 14 мировних операција на 4 континента.
Данашње мултидимензионалне мировне операције позивају се не само на одржање мира и сигурности већ и на олакшање политичких процеса, заштиту цивила, помоћ у разоружању, демобилизацији и реинтеграцији бивших бораца. Такође подржавају организацију избора, промовишу и штите људска права и помажу у поновном успостављању владавине права.
Мировне операције су одувек биле веома динамичне и еволуирале током суочавања са новим изазовима. Успех никада није загарантован јер мировне мисије УН готово по дефиницији иду у физички и политички најтежа окружења. Међутим, током свог постојања, УН су имале изузетне успехе чему сведочи и Нобелова награда за мир.
Мировне операције УН-а су јединствено глобално партнерство. Она окупља Генералну скупштину, Савет безбедности, Секретаријат, доприноснике трупа, полиције и владе домаћина у комбинованим напорима за одржавање међународног мира и безбедности. Његова снага лежи у легитимности Повеље УН-а и у широком спектру земаља које доприносе, учествују и обезбеђују драгоцене ресурсе.

## Финансирање мировних операција
Свака мировна операција има свој буџет и рачун који укључују оперативне трошкове као што су транспорт и логистика, и трошкове особља као што су плате. Државе које су највише допринеле финансирању мировних операција (2018):
1. САД (28.47%)
2. Кина (10,25%)
3. Јапан (9,68%)
4. Немачка (6,39%)
5. Француска (6,28%)
6. УК (5.77%)
7. Русија (3,99%)
8. Италија (3,75%)
9. Канада (2,92%)
10. Шпанија (2,44%)

## Постигнућа УН
Од 1948. године УН су помогле да се окончају сукоби и утврди помирење у Камбоџи, Ел Салвадору, Гватемали, Мозамбику, Намибији, Таџекистану. Велику разлику су направиле са недавно завршеним или текућим операцијама попут Сијера Леоне-а, Бурундија, Обале Слоноваче, Либерије, Хаитија и Косова. Међутим биле су оспораване и сматране недостојним на другим местима попут Сомалије, Руанде и бивше Југославије почетком 90-их година.

## Принципи мировних операција
УН се воде следећим принципима и они се сматрају "светим тројством" мировних операција а то су:
- Сагласност страна сукобу - потребно је да обе стране у сукобу прихвате мировну операцију УН и њихово деловање, било политичко или физичко обављање својих задатака. У недостатку таквог пристанка ризикује се да мировна операција прерасте у још једну страну у сукобу и самим тим занемари своју основну улогу одржавања мира. Са друге стране, чињеница да су главне стране дале пристанак за спровођење мировних операција УН не мора да значи да ће наићи на пристанак и на локалном нивоу због слабе команде и контроле система. Такође то се може десити и у нестабилним окружењима где су присутне наоружане групе које не прихватају ничији ауторитет.
- Непристрасност - кључна је за одржавање сарадње главних страна али је не треба мешати са неутралношћу и неактивношћу. Мировне снаге треба да буду непристрасне у својим односима са странама у сукобу али не и неутралне у извршавању свог мандата. Свака мисија не би требало да одступи од ригорозне примене принципа непристрасности због страха од погрешног тумачења или одмазде. Пропусти могу угрозити легитимитет и кредибилитет мировне операције и може доћи до повлачења сагласности за присуство мировних снага од једне или више страна. Употреба силе у мировним операцијама увек има политичке импликације и често може довести до непредвиђених околности.
- Употреба силе у самоодбрани - операције УН не користе силу. међутим, уз дозволу Већа могу користити силу у самоодбрани, одбрани мандата, за заштиту цивила или да помогну националној власти у одржавању реда и закона.[1]

## Историјски развој мировних операција
Првобитни облици мировних операција појавили су се пре настанка УН, још у 19. веку и известан број тих колективних акција био је повезан са заштитом хришћана. Већина интервенција у 19. веку укључивала је колонијалне интересе великих сила. Тада су акције спроводиле коалиције држава и колонијалне силе самостално, међутим после Првог светског рата формирана је Лига народа и задатак остваривања колективне безбедности прелази у надлежност те организације. Лига народа је делимично успела да оствари своју одлуку, међутим није успела да оствари свој примарни циљ - спречавања будућих светских ратова. Из тог разлога, након Другог светског рата, на темељима Лиге народа настале су УН на основу међународног уговора (Повеља УН). Повељом је дефинисано да су сви чланови УН обавезни "да ставе на располагање Савету безбедности, на његов позив, у складу са посебним споразумом или споразумима, оружане снаге, помоћ и олакшице, укључујући ту и право пролаза, неопходне ради одржања међународног мира и безбедности". Повељом су предвиђене многе мере за очување мира попут мера мирног решавања сукоба, мера у случају претњи миром, повреда мира или агресије, али мировне операције у овом документу нису предвиђене као мере или инструмент за очување мира и безбедности.
Термин мировних операција појавио се први пут 1956. године за време Суецке кризе.
С обзиром да се систем колективне безбедности током Хладног рата показао неефикасним, уведене су посматрачке мисије, а затим операције очувања мира.

## Врсте мировних операција[5]
- Традиционалне мировне операције[2]

Ове операције укључују распоређивање војних контингената за праћење и надзор над применом споразума о прекиду ватре, повлачења, тампон зоне. Најзаступљеније су биле у периоду Хладног рата. Успотављање ових мисија заснива се на поштовању три основна принципа мировних операција. Правни основ за њихово успостављање налази се у глави VI Повеље. Оне се могу посматрати као војнопосматрачке мисије и мисије очувања мира. Карактеристике су: мали број мировњака лако наоружаних са циљем да се сукоб замрзне и да се сукобљене стране наведу на преговоре.
- Операције ширег одржања мира

Имају за циљ да успоставе демократску, одговорну власт, промовишу развој цивилног друштва и дају подстицај за покретање економске обнове и развоја. Спроводе се уз сагласност сукобљених страна. Овај концепт мировних операција сматра се проширеним јер се оне спроводе у условима који могу бити насилни. Од традиционалних, разликују се јер се успостављају у условима унутрашњих а не међудржавних сукоба. Успостављају се под окриљем главе VII 1/2, а одликују се јазом између мандата и средстава за остварење мандата.
- Операције наметања мира

Ове операције овлашћене су од стране Савета безбедности да применом одговарајућих средстава, укључујући војну силу, принуде једну или више страна да се придржавају мировних споразума око којих су се претходно усагласиле. Ове операције захтевају активности које се спроводе под окриљем главе VII Повеље УН.
- Операције изградње мира

Овим операцијама снаге УН треба да обезбеде стабилно окружење и изградњу институција у земљи која је била захваћена сукобом. За циљ имају да кроз јачање нацоналних капацитета смање ризик да земља поновно упадне у сукоб. Мере и активности су: достава хуманитарне помоћи, демобилизација трупа, реинтеграција бивших бораца, јачање владавине права, надгледање механизама за поштовање људских права...
- Операције подршке миру[6]

Обухватају значајну војну и цивилну компоненту. Циљ је да снажно подрже трансформацију ратом уништеног друштва у друштво способно да самостално одржава стабилан мир. Ове операције обично обухватају мултинационалне снаге које су често ауторизоване од Савета безбедности УН, и које имају мандат и средства да ефикасно одговоре на решавање мира.

## СПИСАК мировних мисија Уједињених нација
Ово је списак мировних мисија УН-а од када су Уједињене нације основане 1945. године, организоване по регионима, са датумима распоређивања, називом повезаног конфликта и називом операције УН-а.
Чување мира, како је дефинисано од стране Уједињених нација, је начин да се помогне земљама растрганим конфликтом да створе услове за одрживи мир. Мировне снаге УН-а - војници и војни официри, полицајци и цивилно особље из многих земаља прате и посматрају мировне процесе који се јављају у постконфликтним ситуацијама и помажу бившим борцима у спровођењу мировних споразума које су потписали. Таква помоћ долази у многим облицима, укључујући мере за изградњу поверења, аранжмане поделе власти, подршку на изборима, јачање владавине права и економски и социјални развој.
Повеља Уједињених нација даје Савету безбедности моћ и одговорност да предузме колективне акције за одржавање међународног мира и безбедности. Из тог разлога, међународна заједница обично тражи од Већа сигурности да одобри мировне операције. Већина ових операција је успостављена и спроведена од стране Уједињених нација, а трупе које служе под оперативном командом УН-а. У другим случајевима, када се директно учешће УН-а не сматра прикладним или изводљивим, Веће овлашћује регионалне организације као што је Организација Северноатлантског уговора, Економска заједница западноафричких држава или коалиције вољних земаља за спровођење одређених функција за очување мира или одржање мира. У модерним временима, мировне операције су се развиле у много различитих функција, укључујући дипломатске односе са другим земљама, међународне органе правде (као што је Међународни кривични суд), и уклањање проблема као што су нагазне мине које могу довести до нових инцидената борбе.

## Завршене мисије

### Африка
1. Операција Уједињених нација у Конгу – ONUC
2. Верификациона мисија Уједињених нација Ангола 1 – UNAVEM I
3. Група Уједињених нација за помоћ у транзицији – UNTAG
4. Верификациона мисија Уједињених нација Ангола 2 – UNAVEM II
5. Операција Уједињених нација у Мозамбику – ONUMOZ
6. Операција Уједињених нација у Сомалији 1 – UNOSOM I
7. Мисија Уједињених нација за посматрање у Либерији – UNOMIL
8. Посматрачка мисија Уједињених нација Уганда – Руанда – UNOMUR
9. Мисија помоћи Уједињених нација за Руанду – UNAMIR
10. Операција Уједињених нација у Сомалији 2 – UNOSOM II
11. Уједињени народи Auzou Strip истраживачке групе - UNASOG
12. Верификациона мисија Уједињених нација Ангола 3 – UNAVEM III
13. Посматрачка мисија Уједињених нација у Анголи – MONUA
14. Посматрачка мисија Уједињених нација у Сијера Леонеу – UNOMSIL
15. Мисија Уједињених нација у Централноафричкој Републици – MINURCA
16. Мисија Уједињених нација у Сијера Леонеу - UNAMSIL
17. Мисија Уједињених нација у Етиопији и Еритреји – UNMEE
18. Операција Уједињених нација у Бурундију – UNUB
19. Мисија Уједињених нација за стабилизацију у Демократској Републици Конго – MONUC
20. Мисија Уједињених нација у Централноафричкој Републици и Чад – MINURCAT
21. Мисија Уједињених нација у Судану – UNMIS
22. Операција Уједињених нација у Обали Слоноваче – UNOCI
23. Мисија Уједињених нација у Либерији – UNMIL

### Америка
1. Мисија Представника Генералног секретара у Доминиканској Републици – DOMREP
2. Група за посматрање Уједињених нација у Централној Америци– ONUCA
3. Група посматрача Уједињених нација у Ел Салвадору – ONUSAL
4. Мисија Уједињених нација на Хаитију – UNMIH
5. Мисија Уједињених нација за подршку на Хаитију – UNSMIH
6. Верификациона мисија Уједињених нација у Гватемали – MINUGUA
7. Транзициона мисија Уједињених нација на Хаитију – UNTMIH
8. Мисија цивилне полиције Уједињених нација на Хаитију – MIPONUH
9. Генерална скупштина Уједињених нација Међународна мисија цивилне подршке на Хаитију – MICAH
10. Мисија Уједињених нација за стабилизацију на Хаитију – MINUSTAH

### Азија
1. Мисија Уједињених нација Индија-Пакистан за посматрање – UNIPOM
2. Мисија добрих канцеларија Уједињених нација у Авганистану и Пакистану – UNGOMAP
3. Унапређена мисија Уједињених нација у Камбоџи – UNAMIC
4. Прелазна власт Уједињених нација у Камбоџи – UNTA
5. Мисија посматрача Уједињених нација у Таџикистану – UNMOT
6. Мисија Уједињених нација у Источном Тимору – UNAMET
7. Прелазна управа Уједињених нација у Источном Тимору – UNTAET
8. Мисија Уједињених нација за подршку у Источном Тимору – UNMISET
9. Интегрисана мисија Уједињених нација у Тимор-Лесте – UNMIT

### Европа
1. Заштитне снаге Уједињених нација – UNPROFOR
2. Мисија Уједињених нација за посматрање у Грузији – UNOMIG
3. Операција обнове поверења Уједињених нација – UNCRO
4. Мисија Уједињених нација у Босни и Херцеговини – UNMIBH
5. Превентивне снаге Уједињених нација – UNPREDEP
6. Прелазна власт Уједињених нација у источној Славонији, Барањи и западном Сирмијуму – UNTAES
7. Мисија посматрача Уједињених нација на Превлаци – UNMOP
8. Група за подршку цивилне полиције Уједињених нација – UNPSG

### Средњи исток
1. Прве снаге за хитне случајеве Уједињених нација – UNEF I
2. Група за посматрање Уједињених нација у Либану – UNOGIL
3. Мисија Уједињених нација за посматрање Јемена – UNYOM
4. Друга снага за ванредне ситуације Уједињених нација – UNEF II
5. УН-ова војно-посматрачка група Иран-Ирак – UNIMOG
6. Мисија Уједињених нација за Ирак-Кувајт – UNIKOM
7. Мисија Уједињених нација за надзор у Сирији – UNSMIS

## Тренутно распоређене

#### Африка
| Датум       | Име операције                                                                                               | Место                       | Сукоб                                                       |
| ----------- | --- | --------------------------- | ----------------------------------------------------------- |
| 1991        | Мисија Уједињених нација за референдум у Западној Сахари(MINURSO)                                           | Западна Сахара              | Сукоб у Западној Сахари                                     |
| 2007        | Мисија Уједињених нација / Афричке уније у Дарфуру(UNAMID)                                                  | Судан                       | Рат у Дарфуну                                               |
| 2010        | Мисија Уједињених нација за стабилизацију у Демократској Републици Конго(MONUSCO)                           | Демократска Република Конго | Киву сукоб                                                  |
| 2011        | Привремене безбедносне снаге Уједињених нација за Абјеј(UNISFA)                                             | Судан                       | Абјеј сукоб                                                 |
| 2011        | Мисија Уједињених нација у Републици Јужни Судан(UNMISS)                                                    | Јужни Судан                 | Етничко насиље у Јужном Судану Јужно-судански грађански рат |
| 2011        | Мисија Уједињених нација за подршку у Либији(UNSMIL)                                                        | Либија                      | Након грађанског рата у Либији                              |
| 1. јул 2013 | Вишедимензионална интегрисана стабилизациона мисија у Малију(MINUSMA)                                       | Мали                        | Сукоб у Северном Малију                                     |
| 2014        | Вишедимензионална интегрисана мисија стабилизације Уједињених нација у Централноафричкој Републици(MINUSCA) | Централноафричка Република  | Сукоб у Централноафричкој Републици                         |

##### Вишедимензионална интегрисана мисија стабилизације Уједињених нација у Централноафричкој Републици
Задужен за заштиту цивила и подршку транзиционим процесима у Централноафричкој Републици
Забринути за безбедносну, хуманитарну, људску и политичку кризу у Централноафричкој Републици и њене регионалне импликације, Савет безбедности је 10. априла 2014. године одобрио распоређивање вишедимензионалне мировне операције Уједињених нација - МИНУСЦА - са заштитом цивила као највећим приоритетом. Њени други почетни задаци укључивали су подршку процесу транзиције; олакшавање хуманитарне помоћи; промоција и заштита људских права; подршка правди и владавини права; и процесе разоружања, демобилизације, реинтеграције и репатријације.
МИНУСЦА је обухватила Интегрисани уред УН за изградњу мира у Централноафричкој Републици (БИНУЦА) на дан оснивања. Дана 15. септембра 2014. године, Мисија међународне подршке под водством Африке у Централноафричкој Републици (МИСЦА) пренела је своје овласти на МИНУСЦА, у складу са Резолуцијом 2149 (2014).

#### Америка
| Датум | Име операције                                                    | Место | Конфликт             |
| ----- | ---------------------------------------------------------------- | ----- | -------------------- |
| 2017  | Мисија Уједињених нација за подршку правде на Хаитију(MINUJUSTH) | Хаити | 2004. побуна Хаитија |

##### Мисија Уједињених нација за подршку правде на Хаитију
Јачање институција владавине права на Хаитију, развој националне полиције на Хаитију, промоција и заштита људских права
Мандат Мисије Уједињених нација за подршку правде на Хаитију (МИНУЈУСТХ) дат је у Резолуцији 2350 (2017) Савета безбедности, која је усвојена 13. априла 2017. године. Она је предвиђала успостављање мировне мисије на Хаитију која би почела операција по завршетку мандата Мисије за стабилизацију Уједињених нација на Хаитију (МИНУСТАХ). Мисија ће се састојати од 351 цивилног особља, до седам формираних полицијских јединица (ФПУ) (које се састоје од 980 особља ФПУ) и 295 појединачних полицијских службеника (ИПО), за почетни период од шест мјесеци од 16. октобра 2017. до 15. априла 2018. године. .
МИНУЈУСТХ ће помоћи Влади Хаитија да даље развија Хаићанску националну полицију (ХНП); да ојача институције владавине права на Хаитију, укључујући правосуђе и затворе; и да промовише и штити људска права - све у циљу побољшања свакодневног живота људи на Хаитију.

#### Азија
| Датум | Име операције                                                           | Место    | Сукоб             |
| ----- | ----------------------------------------------------------------------- | -------- | ----------------- |
| 1949  | Група војних посматрача Уједињених нација у Индији и Пакистану(UNMOGIP) | Пакистан | Сукоб око Кашмира |

##### Група војних посматрача Уједињених нација у Индији и Пакистану
Посматрајући примирје у Џаму и Кашмиру
Прва група војних посматрача Уједињених нација стигла је на подручје мисије 24. јануара 1949. године како би надгледала прекид ватре између Индије и Пакистана у држави Џаму и Кашмир. Ови посматрачи, под командом војног саветника кога је именовао генерални секретар УН-а, формирали су језгро војне посматрачке групе Уједињених нација у Индији и Пакистану (УНМОГИП).
Након обнављања непријатељстава из 1971. године, УНМОГИП је остао у том подручју како би пратио развој догађаја који се односе на стриктно поштовање примирја од 17. децембра 1971. године и извјештавао о томе генералном секретару.

#### Европа
| Датум | Име операције                                                       | Место                | Сукоб         |
| ----- | ------------------------------------------------------------------- | -------------------- | ------------- |
| 1964  | Мировне снаге Уједињених нација на Кипру(UNFICYP)                   | Кипар, Себерни Кипар | Кипарски спор |
| 1999  | Мисија привремене администрације Уједињених нација на Косову(UNMIK) | Косово               | Косовски рат  |

##### Мисија привремене администрације Уједињених нација на Косову
Првобитно, Савет безбедности, својом резолуцијом 1244 од 10. јуна 1999, овластио је генералног секретара да успостави међународно цивилно присуство на Косову - Мисија привремене администрације Уједињених нација на Косову (УНМИК) - како би се обезбедила привремена администрација за Косово под којима народ Косова може да ужива значајну аутономију. Његов задатак је био без преседана у комплексности и обиму; Савет је УНМИК-у доделио овлашћења над територијом и народима Косова, укључујући све законодавне и извршне власти и администрацију правосуђа.
Након тога, након проглашења независности од стране косовских власти и ступања на снагу новог устава 15. јуна 2008. године, задаци Мисије су значајно измењени како би се првенствено фокусирали на промоцију безбедности, стабилности и поштовања људских права у Косово.

#### Средњи исток
| Датум | Име операције                                            | Место                 | Сукоб                                                                       |
| ----- | -------------------------------------------------------- | --------------------- | --------------------------------------------------------------------------- |
| 1948  | Организација Уједињених нација за надзор примирја(UNTSO) | Средњи исток          | Прати примирје и помаже УНДОФ и УНИФИЛ                                      |
| 1974  | Снаге за посматрање Уједињених нација(UNDOF)             | Израел, Сирија, Либан | Договорено повлачење сиријских и израелских снага након рата Yom Kippur.    |
| 1978  | Привремене снаге Уједињених нација у Либану(UNIFIL)      | Либан                 | Израелска инвазија на Либан и конфликт између Израела и Либана 2006. године |

##### Привремене снаге Уједињених нација за надзор примирја
Помоћ у постизању стабилности на Блиском истоку
Основана у мају 1948. године, УНТСО је била прва мировна операција успостављена од стране Уједињених нација. Од тада, војни посматрачи УНТСО-а су остали на Блиском истоку како би пратили примирје, надзирали споразуме о примирју, спречили ескалацију изолованих инцидената и помогли другим мировним операцијама УН-а у региону да испуне своје мандате.
Особље УНТСО-а такође је било на располагању у кратком року како би формирало језгру неких других мировних операција широм света. Способност војних посматрача УНТСО-а да се распореде скоро одмах након што је Савет безбедности одобрио нову мисију, био је значајан фактор за успех тих операција.

## Контроверзе и проблеми мировних мисија Уједињених нација

### Трговина људима, педофилија, присилна проституција и злостављање
Репортери и новинари су сведоци брзог пораста проституције у Камбоџи и Мозамбику, након примене мировних мисија УН на тим просторима. 1996. године у студији УН под називом "Утицаји оружаних сукоба на децу ", бивша прва дама Мозамбика, Граса Машел документовала је:" у 6 од 12  земаља где су се спровеле студије везане за сексуалну експлоатацију деце у ситуацијама оружаног сукоба, долазак мировних трупа је повезан са брзим порастом дечије проституције".
Гита Сахгал проговорила је у 2004. години о чињеници да проституција и сексуално злостављање постоје где год су снаге и напори хуманитарних интервенција стационирани. Она је приметила: " Проблем са УН је та да мировне операције, нажалост,  раде исту ствар као и друга обична војска. Чак и старатељи морају да се чувају." Оптужбе за сексуално злостављање прогањају снаге УН. У местима као што је Конго и Косово* мировњаци су били оптужени за злостављање људи које су штитили.
У Босни и Херцеговини проституција се често повезује и са жртвама трговине, пре свега женама. Дејвид Ламб, регионални службеник за људска права у БиХ од 2000. до 2001. године тврди да: "Сексуална трговина у Босни углавном постоји због мировних операција УН. Без њиховог присуства, било би мало или нимало присутна проституција у БиХ. "Поред тога, саслушање америчког Представничког дома у 2002. години закључило је да су припадници СФОР-а посећивали босанске борделе и упуштали се у сексуални однос са жртвама трговине, женама и малолетним девојчицама.

### Кршења људских права у мисијама Уједињених нација
Приложена табела садржи податке и компарацију о потврђеном броју злочина и прекршаја људских права која су почињена од стране војника, мировњака и запослених УН.
| СУКОБ                          | МИСИЈА УН                                | СЕКСУАЛНО ЗЛОСТАВЉАЊЕ | УБИСТВA | ИЗНУДА И КРАЂА |
| 2004 год. пуч на Хаитију       | Мисија УН о стабилизацији на Хаитију     | 110                   | 57      | 0              |
| Грађански рат у Бурунди        | Мисија УН у Бурунди                      | 80                    | 5       | 0              |
| Грађански рат Обале Слоноваче  | Мисија УН на Обали Слоноваче             | 500                   | 2       | 0              |
| Еритрејско-етиопски рат        | Мисија УН у Етиопији и Еритреји          | 70                    | 15      | 0              |
| Израелско-либански сукоб       | Привремене снаге УН у Либану             | 0                     | 6       | 0              |
| Косовски рат                   | Привремена администрација УН на Косову*  | 800                   | 70      | 100            |
| Грађански рат у Руанди         | Надзорна мисија УН у Уганди и Руанди     | 65                    | 15      | 0              |
| Други рат у Конгу              | Мисија УН у Демократској Републици Конго | 150                   | 3       | 44             |
| Други грађански рат у Либерији | Мисија УН у Либерији                     | 30                    | 4       | 1              |
| Други грађански рат у Судану   | Мисија УН у Судану                       | 400                   | 5       | 0              |

### Предложена реформа

#### Брахими анализа
Као одговор на разне критике, нарочито у случајевима сексуалног злостављања од стране мировних снага, УН је предузела кораке ка реформисању својих операција. Брахими извештај био је први у низу корака анализе бивших мировних мисија. Имао је задатак да изолује мане, и предузме мере да поправи откривене грешке како би се осигурала ефикасност будућим мировним мисијама. УН је обећао да ће наставити да употребљава ову праксу и у будућности. Технократски аспекти реформског процеса су се наставили и ревитализује је их ДПКО у свом  реформском програму: "мировне операције 2010". Ово се односило и на повећање особља, хармонизација услова у пољу службе и седишта особља, развој смерница и стандардних оперативних процедура, и побољшање партнерства између Одељења за мировне операције (ДПКО) и Програма Уједињених нација за развој (УНДП), Афричке уније и Европске уније. 2008. године је објављена завршна доктрина под насловом "мировне операције УН: Принципи и смернице"  која укључује и заснива се на Брахими анализи.

#### Снаге за брзу реакцију
Један предлог који би могао да оправда и да објасни, али и да реши досадашња закашњења, као што је онај био у Руанди, су снаге за брзу реакцију: стална група, под управом УН и распоређена од стране Савета безбедности, који прима своје трупе и подршку од садашњих чланова Савета безбедности и која је спреман за брзо распоређивање у случају будућих и могућих  геноцида.

#### Реструктурирање Секретаријата УН-а
Мировне снаге УН-а су побољшане у 2007. години увећавањем ДПКО са новим Одељењем за теренску подршку (ДФС). Док нови ентитет служи као кључни фактор који омогућава координацију администрације и логистику у мировним операцијама УН, ДПКО је концентрисан на планирање политике и пружање стратешких праваца.